# Acontia delecta
Acontia delecta är en fjärilsart som beskrevs av Walker 1857. Acontia delecta ingår i släktet Acontia och familjen nattflyn. Inga underarter finns listade i Catalogue of Life.